# Solec Kujawski
Solec Kujawski (uttalas [ˈsɔlɛt͡s kuˈjafskʲi], tyska Schulitz) är en stad i Kujavien-Pommerns vojvodskap i Polen. Staden har en yta på 18,68 km2, och den hade 15 627 invånare år 2014.